# Tour centrale de Tapiola

Tapiolan Keskustorni (en finnois : tour centrale de Tapiola) est une tour d'habitation située dans le quartier de Tapiola à Espoo en Finlande,,,.

## Bâtiment
Sa hauteur est de 49 mètres et elle compte 13 étages. 
La surface totale au sol est de 5 600 m2.
La tour a été conçue par l'architecte Aarne Ervi. La construction a commencé en 1958 et s'est achevée en 1961.

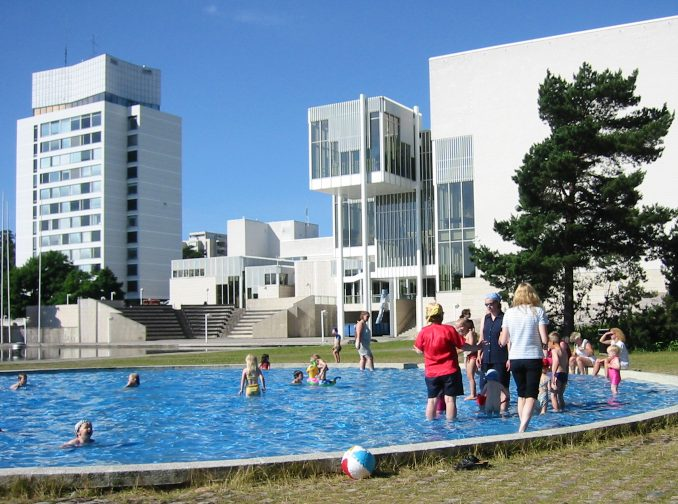
Le centre de Tapiola, à droite le centre culturel et à gauche la Keskustorni.